# Campo Lameiro
Campo Lameiro là một đô thị trong tỉnh Pontevedra, Galicia, Tây Ban Nha.